# Bulusari (Bulakamba)
Bulusari is een bestuurslaag in het regentschap Brebes van de provincie Midden-Java, Indonesië. Bulusari telt 9586 inwoners (volkstelling 2010).